# Alfons M. Kloss
Alfons M. Kloss (* 19. September 1953 in Graz) ist ein österreichischer Jurist und Diplomat. Seit 2018 ist er Präsident der Stiftung Pro Oriente.

## Leben
Alfons M. Kloss wurde 1953 geboren. Er maturierte 1971 in Salzburg und wurde 1976 nach dem Studium der Rechtswissenschaft an der Universität Salzburg promoviert. Kloss ist verheiratet und Vater von drei Kindern.
Kloss trat 1979 in den Dienst des Bundesministeriums für auswärtige Angelegenheiten ein. Nach Stationen in Neu-Delhi, Helsinki, Bonn und Mailand wurde er 1997 stellvertretender Leiter der österreichischen Präsidentschaftskanzlei. 2001 wurde er als österreichischer Botschafter in Italien akkreditiert. 2007 erfolgte seine Bestellung zum Berater für europäische und internationale Angelegenheiten bei Bundespräsident Heinz Fischer. Von 2011 bis 2018 war er Österreichischer Botschafter beim Heiligen Stuhl, der Republik San Marino und dem Souveränen Malteser-Ritter-Orden. Im Jahr 2018 wurde er auf Vorschlag von Christoph Kardinal Schönborn als Präsident der Stiftung Pro Oriente berufen.
Kloss ist Träger verschiedener in- und ausländischer Ehrenzeichen, unter ihnen das Große Goldene Ehrenzeichen für Verdienste um die Republik Österreich und der Päpstliche Piusorden.